# Comuna Vîsoke, Ohtîrka
Vîsoke (în ucraineană Високе) este o comună în raionul Ohtîrka, regiunea Sumî, Ucraina, formată din satele Kudreave, Verbove, Veselîi Hai și Vîsoke (reședința).

## Demografie
Componența lingvistică a comunei Vîsoke
     Ucraineană (94,19%)
     Rusă (5,45%)
     Alte limbi (0,24%)
Conform recensământului din 2001, majoritatea populației comunei Vîsoke era vorbitoare de ucraineană (94,19%), existând în minoritate și vorbitori de rusă (5,45%).